# Заблоцки, Кортни
Кортни Заблоцки (англ. Courtney Zablocki, 28 января 1981, Хинсдейл, Иллинойс) — американская саночница, выступавшая за сборную США с 1997 года по 2010-й. Участница двух зимних Олимпийских игр, многократная призёрша национального первенства.

## Биография
Кортни Заблоцки родилась 28 января 1981 года в городке Хинсдейл, штат Иллинойс. Активно заниматься санным спортом начала в возрасте двенадцати лет, в 1997 году прошла отбор в национальную сборную и стала принимать участие в различных международных соревнованиях. В сезоне 2000/01 дебютировала на взрослом Кубке мира, сразу неожиданно заняв девятое место общего зачёта. Благодаря череде удачных выступлений удостоилась права защищать честь страны на домашних зимних Олимпийских играх 2002 года в Солт-Лейк-Сити, была хорошо знакома с местной трассой, поэтому показала неплохой для новичка тринадцатый результат.
На чемпионате мира 2003 года в латвийской Сигулде финишировала двенадцатой, а после окончания всех кубковых этапов расположилась в мировом рейтинге сильнейших саночниц на одиннадцатой строке. Денег, получаемых от санного спорта, не хватало, поэтому вскоре Заблоцки устроилась в магазин хозтоваров Home Depot, где в течение двух лет работала продавщицей в отделе садоводства. В 2004 году на мировом первенстве в японском Нагано пришла к финишу девятой, тогда как в Кубке мира заняла двенадцатое место общего зачёта. На домашнем чемпионате мира в Парк-Сити закрыла десятку лучших, кубковый сезон окончила на одиннадцатой позиции. Через год заняла в мировом рейтинге девятую строку и поехала соревноваться на Олимпиаду 2006 года в Турине, где немного не дотянула до подиума, показав четвёртое время женской одиночной программы.
Сразу после этих стартов Кортни Заблоцки уволилась из хозяйственного магазина и пошла служить в Национальную гвардию штата Колорадо. На мировом первенстве 2007 года в австрийском Иглсе была одиннадцатой, кроме того, заняла шестнадцатое место в общем зачёте Кубка вызова и двенадцатое на Кубке мира. В следующем сезоне потерпела крушение и стала испытывать сильные боли в руках, за этим последовали несколько хирургических операций. Операции прошли успешно, однако набрать былую форму американка уже не смогла, оказавшись по итогам кубковых этапов сезона 2008/09 лишь на тридцать шестой строке рейтинга. Не сумев пробиться на зимние Олимпийские игры в Ванкувер, вскоре приняла решение завершить карьеру профессиональной спортсменки, ступив место молодым американским саночницам.
Ныне вместе с семьёй проживает в городке Хайландс-Рэнч, в свободное время любит играть в гольф, заниматься садоводством, готовить и путешествовать. В интервью изъявила желание вернуться в санный спорт на кукую-нибудь административную должность в национальной сборной США.